# Cisplatino
El cisplatino o cis-diaminodicloroplatino(II) (CDDP) es un agente alquilante basado en el platino usado en quimioterapia para el tratamiento de varios tipos de cáncer, entre los que se incluyen sarcomas, algunos carcinomas (por ejemplo, cáncer de pulmón de células pequeñas, cáncer de ovario), linfomas y tumor de células germinales. Fue el primer miembro de una familia de medicamentos contra el cáncer que en la actualidad incluyen carboplatino y oxaliplatino. Estos complejos basados en el platino reaccionan in vivo, uniéndose al ADN celular y causando la apoptosis de la célula (muerte celular programada).
Desde el punto de vista químico, se trata de un complejo de coordinación formado por un átomo de platino coordinado con dos grupos amino y dos cloruros. Es un sólido de color intensamente amarillo, poco soluble en agua (0,25 g/100 g agua), que descompone a 270 °C.

## Farmacología
Tras su administración, uno de los ligandos de cloro es desplazado por agua (un ligando acuoso), en un proceso llamado acuación. El ligando aqua en la molécula [PtCl(H2O)(NH3)2]+ se desplaza con facilidad, lo que permite al átomo de platino insertarse en un lugar básico del ADN. En consecuencia, se produce una unión cruzada entre dos bases de ADN mediante el desplazamiento del otro ligando cloro. El cisplatino interfiere en la construcción del ADN a través de distintos mecanismos, alterando la mitosis celular. El ADN dañado dispara mecanismos de reparación, lo que acaba generando la apoptosis celular cuando esta reparación resulta imposible. Recientemente se ha demostrado que la apoptosis inducida por el cisplatino en las células del cáncer de colon humano depende de la serina-proteasa mitocondrial Omi/Htra2. Este funcionamiento sólo explica el comportamiento de las célculas del cáncer de colon, por lo que permanece desconocido si la proteína Omi/Htra2 participa en la apoptosis inducida por el cisplatino en los cánceres de otros tejidos.
Entre las alteraciones más frecuentes del ADN se encuentran las uniones 1,2-intracatenarias con bases purinas. Estas incluyen las uniones 1,2-intracatenarias d(GpG), las cuales forman casi un 90% de las uniones y las más infrecuentes 1,2-intracatenarias d(ApG). Las uniones 1,3-intracatenarias d(GpXpG) también tienen lugar, pero son reparadas con rapidez por la escisión del nucleótido. Otras uniones incluyen cruces entre cadenas y uniones no funcionales que contribuyen a la actividad del cisplatino. La interacción con proteínas celulares, en especial con proteínas del grupo de alta movilidad, también se ha visto como un mecanismo de interferencia con la mitosis, aunque es probable que este no sea la forma principal de actuación.
Aunque en general se designa al cisplatino como un agente alquilante, carece de grupo alquil, por lo que no puede generar reacciones alquilantes. Su clasificación correcta sería como un pseudo-alquilante.

### Administración
El cisplatino se administra de forma intravenosa disuelto en una solución fisiológica salina para el tratamiento de tumores sólidos.

### Resistencia al cisplatino
La quimioterapia basada en el cisplatino es la piedra de toque en el tratamiento de muchos cánceres. La respuesta inicial al platino es elevada, aunque la mayoría de pacientes acaban desarrollando una resistencia al cisplatino. Se han propuesto varios mecanismos para esta resistencia, entre los que se incluyen cambios en el proceso celular por el influjo de la droga, detoxificación de la droga, inhibición de la apoptosis y aumento de la efectividad de la reparación del ADN. El Oxaliplatino es útil contra células cancerígenas resistentes al cisplatino en el entorno del laboratorio, aunque no existen pruebas de su actividad en el tratamiento clínico de pacientes con tumores resistentes al cisplatino. La administración de Paclitaxel puede ser útil en el tratamiento de tumores resistentes al cisplatino, aunque se desconoce el motivo.

### Transplatino
Transplatino, el trans estereoisómero del cisplatino, posee la fórmula trans-[PtCl2(NH3)2] y no muestra efectos farmacológicos comparables. Se cree que su baja actividad se debe a la rápida desactivación antes de llegar al ADN.[cita requerida]  Se trata de un compuesto tóxico, por lo que suele ser interesante realizar muestreos de cis-platino para verificar la ausencia de isómero trans. En un procedimiento de Woollins et al., basado en el 'test de Kurnakov', la tiourea reacciona con la muestra para generar derivados fácilmente detectables por HPLC.

## Efectos secundarios
El cisplatino posee una serie de efectos secundarios que pueden limitar su uso:
- Nefrotoxicidad (daño renal) es un punto importante en la quimioterapia basada en este medicamento. La dosis se reduce cuando el aclarado de creatinina del paciente (una medida del Índice de filtrado glomerular) es reducida. Una hidratación adecuada y una buena  diuresis suele ser necesaria para prevenir el daño renal.
- Neurotoxicidad (daño neural) puede medirse mediante la realización de estudios de conducción nerviosa antes y después del tratamiento.
- Náuseas y vómitos: Aunque el cisplatino es uno de los agentes quimioterápicos más emetogénicos, los efectos pueden prevenirse con medicamentos antieméticos (ondansetron, granisetron, etc.) combinados con corticosteroides. El uso de Aprepitant combinado con ondansetron y dexametasona ha demostrado más efectividad en quimioterapias eme

- Ototoxicidad (pérdida de oído): por desgracia no existe ningún tratamiento efectivo para prevenir este efecto secundario importante. Se pueden realizar análisis audiométricos para evaluar la importancia de la ototoxicidad. Otros medicamentos (como los del grupo de antibióticos aminoglycósidos) también pueden causar ototoxicidad, por lo que suele evitarse la administración de esta clase de antibióticos en pacientes en tratamiento con cisplatino. La ototoxicidad del cisplatino y los aminoglicósidos puede estar relacionada con su capacidad para unirse a la melanina en la stria vascularis del oído interno o en la generación de derivados oxidantes reactivos.
- Alopecia (caída del cabello): este efecto secundario no suele darse en pacientes tratados con cisplatino.
- Desequilibrios electrolíticos: El cisplatino puede causar hipomagnesemia, hipopotasemia e hipocalcemia. La hipocalcemia suele acontecer acompañando a índices bajos de magnesio, por lo que no viene motivada de forma directa por el cisplatino.

## Historia
El compuesto cis-PtCl2(NH3)2 fue descrito por primera vez por M. Peyrone en 1845, y conocido como sal de Peyrone. La estructura fue descubierta por Alfred Werner in 1893. En 1960s, Barnett Rosenberg, van Camp et al. at Michigan State University descubrió que la electrólisis de un electrodo de platino producía cisplatino, una substancia que inhibía la fisión de la bacteria Escherichia coli (E. coli). La bacteria alcanzaba hasta 300 veces su tamaño normal pero la división celular no tenía lugar. Rosenberg llevó a cabo una serie de experimentos para comprobar los efectos de varios complejos basados en el platino sobre sarcomas implantados de forma artificial en ratas. El estudio comprobó que el cis-PtCl2(NH3)2 era el más efectivo del grupo, lo que inició el punto de partida de la carrera médica del cisplatino.

## Síntesis
La síntesis del cisplatino es clásica en la química inorgánica. A partir de tetracloroplatinato de potasio(II), K2[PtCl4], se añade el primer ligando NH3 a cualquiera de las cuatro posiciones equivalentes, aunque el segundo NH3 podría añadirse cis or trans al ligando amina . Debido a que el Cl− posee un efecto trans mayor que el NH3, la segunda amina substituye en posición trans al ligando de cloro y por lo tanto cis a la amina original. El efecto trans de los ligandos haluro sigue el orden  I->Br->Cl-, por lo que la síntesis se lleva a cabo mediante  [PtI4]2− para asegurar el rendimiento y la pureza del isómero "cis", seguido por la conversión del PtI2(NH3)2 en PtCl2(NH3)2, según descrito por Dhara.